# Keith Vitali
Keith Vitali (* 1952) ist ein US-amerikanischer Kampfsportler, Schauspieler, Filmproduzent und Schriftsteller.

## Leben
1971 begann Keith Vitali seine Kampfsportkarriere als Karateka an der University of South Carolina. Bereits 1973 erreichte er den 1. Dan. Er war World Karate Champion und in den Jahren 1978 bis 1980 US National Karate Champion. 1981 wurde er als Competitor of the Year in die Black Belt Hall of Fame aufgenommen.
Neben der Teilnahme an Wettkämpfen schrieb er auch mehrere Karate-Bücher wie Beginning Karate, Winning Karate Techniques und Karate Kicking. Als Schauspieler war er unter anderem in Die Rückkehr der Ninja (1983), Kick-Boxer 2 – Blutsbrüder (1990) und American Kickboxer – Blood Fighter zu sehen. 
Vitali produzierte unter anderem die Filme Karate Tiger 9 und Bloodmoon. Seit 1997 betreibt er die Filmproduktionsfirma Trajen Pictures.

## Filmografie
- 1983: Die Rückkehr der Ninja (Revenge of the Ninja)
- 1984: Powerman (Kwai tsan tseh)
- 1990: Kick-Boxer 2 – Blutsbrüder (No Retreat, No Surrender 3: Blood Brothers)
- 1991: American Kickboxer – Blood Fighter (American Kickboxer) – auch Choreograf
- 1995: Karate Tiger 9 (Superfights) – auch Produzent
- 1997: Bloodmoon – Der Karatekiller (Bloodmoon) – auch Produzent
- 1998: The Cutoff